# Doppelfalke
Doppelfalke war ein prädynastischer Herrscher der 0. Dynastie, welcher um etwa 3200 v. Chr. regierte. Angaben über seine chronologische Einordnung in der vorgeschichtlichen Zeit der ägyptischen Geschichte oder zu seiner Regierungsdauer sind bisher nicht möglich.

## Belege
Doppelfalke ist hauptsächlich in der Nildelta-Region von Unterägypten nachweisbar, was darauf schließen lässt, dass sein Reich auf selbige begrenzt war. Ein einzelner Beleg stammt aus Abydos. Die Funde, die seinen Namen tragen, sind überwiegend Ton- und Steingefäße und stammen aus El Beda, Tura, El-Mehemdia sowie der nordwestlichsten Region des Sinai.

## Name und Identität
Doppelfalkes königlicher Serech ist in seiner Darstellung einzigartig, denn er ist von zwei Horusfalken gekrönt. Die Falken schauen dabei einander an. Auffällig ist die Tatsache, dass der „Deckenbalken“ des Serech scharf eingeknickt ist und nicht die sonst übliche horizontale Linie aufweist. Jeder der Falken sitzt auf seiner eigenen Spitze. M. Jean Clédat, Günter Dreyer und Edwin van den Brink vermuten dahinter eine tiefere Symbolik. Die beiden Falken könnten Unterägypten und den Sinai meinen, da Doppelfalke auch in Letzterem regiert zu haben scheint. Dreyer sieht sich in der Darstellung des „eingeknickten Serechs“ an Gardiner-Zeichen N26 (zwei Berggipfel) erinnert und liest den Namen als „Dju-Hor“ („Berg des Horus“). Van den Brink hingegen liest den Namen als „Hor-Nebui“ und verweist auf eine Prunkpalette im Barbier-Mueller Museum von Genf, auf der eine Standarte mit den beiden Falken darauf zu sehen ist.